# Dendroleon amabilis
Dendroleon amabilis är en insektsart som först beskrevs av Gerstaecker 1885.  Dendroleon amabilis ingår i släktet Dendroleon och familjen myrlejonsländor. Inga underarter finns listade i Catalogue of Life.

## Bildgalleri

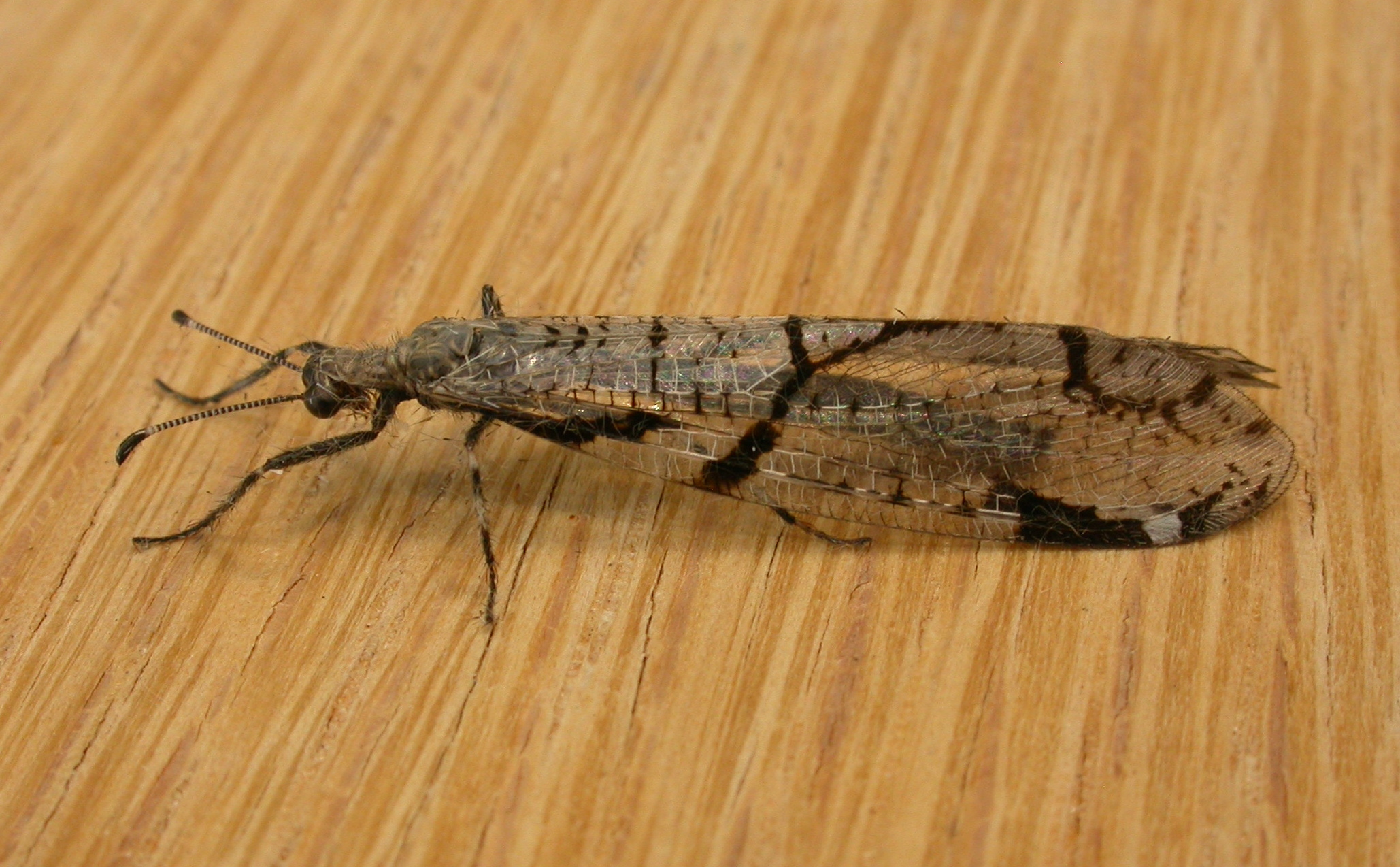